# Basil Faber
Basil Faber (ur. około 1520 w Sorau, obecnie Żary, zm. 1576), niemiecki filolog, luterański teolog.
Od 1550 rektor szkoły w Nordhausen, później przełożony kolegium Augustiańskiego w Erfurcie.
Autor dzieła: Thesaurus eruditionis scholasticae (Lipsk 1571) oraz współautor dzieła Centurie Magdeburskie.